# Overclocking
Overclocking je podešavanje frekvencije rada procesora, grafičke kartice ili neke druge komponente osobnoga računala iznad tvorničkih postavki. Time se rad cijelog računala više ili manje ubrzava, iako se njime ugrožava stabilnost pojedinih komponenti i računala u cjelini. Overclockingom se uglavnom bave PC-entuzijasti. Oni iskorištavaju stare komponente do maksimuma ili obaraju rekorde ubrzavanjem radnog takta komponenti uz aktivno hlađenje zrakom, vodom ili plinom. Komponente koje se najčešće overclockiraju jesu procesor, grafička kartica, matična ploča i RAM. Uz overclocking često se prakticira i 'underclocking' – snižavanje radne frekvencije radi manjega zagrijavanja i štednje energije.